# Кенсал (Северна Дакота)
Кенсал (енгл. Kensal) град је у америчкој савезној држави Северна Дакота.

## Демографија
По попису из 2010. године број становника је 163, што је 2 (1,2%) становника више него 2000. године.
| Група             | 2000.        | 2010.        |
| Белци             | 161 (100,0%) | 163 (100,0%) |
| Афроамериканци    | 0 (0,0%)     | 0 (0,0%)     |
| Азијати           | 0 (0,0%)     | 0 (0,0%)     |
| Хиспаноамериканци | 0 (0,0%)     | 0 (0,0%)     |
| Укупно            | 161          | 163          |